# La Vie à l'envers (téléfilm, 2014)
Pour les articles homonymes, voir La Vie à l'envers.
Pour plus de détails, voir Fiche technique et Distribution.
La Vie à l'envers est un téléfilm français réalisé par Anne Giafferi, diffusé en Suisse le 16 octobre 2014 sur RTS Deux et en France le 21 septembre 2016 sur France 2.

## Synopsis
Une mère, Nina, 68 ans, et ses  trois filles, Claire, Julie et Odile, sont à Étretat en vacances dans leur maison de famille. La mère part se baigner. Longtemps après, les filles  prennent conscience qu'elle n'est pas revenue. La gendarmerie leur signale qu'elle a été retrouvée, perdue, sur une autre plage.
Au retour dans l'appartement parisien de Nina, les filles constatent un changement de comportement de la mère. Puis elles retrouvent le téléphone portable de leur mère dans le réfrigérateur ainsi que des dizaines de boîtes de sardines dans le congélateur. Elles s’aperçoivent aussi qu'elle a envoyé un chèque de 30 000 € à Jean-Luc Mélenchon mais elle affirme ne pas l'avoir rédigé ni signé. Elles en concluent que Nina a les symptômes d'une maladie neurologique. Elles sont alors confrontées à la difficulté de trouver un spécialiste pour l'examiner.
L'examen révèle qu'elle a la maladie d’Alzheimer.
La vie de la famille, celle des filles mais aussi celle du conjoint d'Odile et du fils de Claire est bouleversée. Il faut trouver et pouvoir payer une aide à domicile, d'abord le jour, puis à la suite de l’aggravation des symptômes, également la nuit. Des conflits naissent entre les filles quand le maintien à domicile devient impossible et qu'il va falloir se résoudre à la placer dans un établissement spécialisé.

## Fiche technique
- Réalisatrice : Anne Giafferi
- Scénariste : Anne Giafferi
- Productrice : Catherine Ruault, pour Caminando productions
- Directrice de la photographie : Hélène Louvart
- Musique : Jean-Michel Bernard
- Pays :  France
- Durée : 90 minutes
- Date de première diffusion : 16 octobre 2014

## Prix et distinctions
- 2014 : prix du meilleur scénario pour Anne Giafferi au Festival de la fiction TV de La Rochelle[4]